# Пруси-Бошкувки
Пруси-Бошкувки (чеш. Prusy-Boškůvky) је насељено мјесто са административним статусом сеоске општине (чеш. obec) у округу Вишков, у Јужноморавском крају, Чешка Република.

## Становништво
Према подацима о броју становника из 2014. године насеље је имало 635 становника.